# Медресе Ходжа Курбан
Медресе Ходжа Курбан (Хожа Курбона) (узб. Xo'ja Qurbon madrasasi) — медресе в историческом центре Бухары (Узбекистан), воздвигнутое в 1906—1907 годах при узбекском правителе Абдулахад-хане (1885—1910). Расположено на одноимённой улице махалли им. Абдулхалика Гиждувани.
Ныне архитектурный памятник входит в «Национальный перечень объектов недвижимости материального культурного наследия Узбекистана» и является объектом туристического сервиса.
Государственная программа предусматривала капитальное восстановление и реставрацию медресе в 2011 году.